# Курська-Корінна ікона Божої Матері
Ку́рська-Коренна ікона Божої Матері «Знамення» — православна ікона Богоматері з Немовлям, оточена по краях зображеннями Господа Саваофа і старозавітних пророків . Вважається як чудотворна . Належить до іконописного типу Оранта ( Знамення )  . Оригінал знаходиться в синодальному Знам'янському соборі Російської православної церкви за кордоном у Нью-Йорку, США .

## Дні святкування
- 8 березня (21 березня) — на згадку про неушкодження ікони від зловмисників, які намагалися підірвати ікону в Знам'янському соборі Курська в 1898 році[1],
- 9-а п'ятниця по Великодню — щорічна хресна хода з іконою з Курського Знам'янського монастиря до Корінної пустелі,
- 8 вересня (21 вересня) — в пам'ять знаходження ікони в 1295 року в день Різдва Пресвятої Богородиці,
- 27 листопада (10 грудня) — свято ікони Божої Матері «Знамення»[2].

## Історія

### У Росії
За переказами, відомими з XVII—XVIII століть, ікона була придбана 8 вересня 1295 року, в день Різдва Пресвятої Богородиці, в лісі, неподалік спаленого татарами Курська. Мисливець знайшов невелику ікону, що лежала ликом униз на корені дерева (звідси назва ікони — Корінна), і коли він підняв її, щоб розглянути, з того місця, де лежала ікона, забив джерело. На цьому місці він разом із товаришами зрубав невелику каплицю, куди і помістили ікону. Однак, на думку історика Олексія Раздорського, набуття ікони відноситься до кінця XV — початку XVI століття.
У 1383 році Курська земля знову зазнала розграбування татарами. Татари розрубали ікону навпіл, спалили каплицю та повели в полон священика. За переказами, через деякий час священик, отець Боголюб, викуплений із полону, знайшов розколоті татарами частини чудотворної ікони, склав їх разом — і вони зрослися. Священик збудував хатину на місці знаходження ікони, куди її і помістив. До цього часу відноситься диво порятунку мисливця Малюти від кримських татар на дереві над цим місцем.
У 1597 році за наказом царя Феодора Івановича ікона була взята в Москву і по її краях були додані зображення Господа Саваофа і старозавітних пророків . Цар наказав відновити зруйнований татарами Курськ, маючи намір повернути туди ікону. У тому ж році образ був перенесений в засновану на місці знаходження ікони Корінну пустель, а потім - до Курська, де образ поставили в соборі Воскресіння Христового  .
У 1604 році Григорій Отреп'єв наказав привезти Курську Корінну ікону у свою ставку в Путивлі. Отреп'єв носив образ із собою у битвах, потім привіз її до Москви і поставив у царських чертогах.
У 1615 році цар Михайло Федорович повернув ікону на Курську землю, де за його наказом було засновано Знам'янський монастир. Спочатку ікона знаходилася на колишньому місці у Воскресенському соборі Курська. У 1618 році ікона була перенесена до храму Різдва Пресвятої Богородиці Знам'янського монастиря, а потім у Знам'янський собор цього монастиря, де перебувала до 1918 року.
У 1676 році чудотворна ікона «виїжджала» на Дон для благословення козацьких військ.
В 1812 Курське міське товариство послало в діючу проти французів армію Михайла Кутузова список з ікони.
8 березня 1898 року в Курському Знам'янському соборі троє революційно налаштованих юнаків на чолі з Уфимцевим, бажаючи підірвати народну віру в чудотворну силу ікони, підклали бомбу поруч із іконою. Вибухом, зробленим о 1:50 ночі, було скоєно руйнування в храмі, але ікона залишилася неушкодженою. Цій події присвячено вірш Володимира Соловйова «Знамення». Всупереч очікуванням терористів, ця подія не похитнула, а зміцнила славу ікони і посилила її шанування.
В 1918 на ікону був одягнений срібний з блакитною емаллю оклад, в якому вона знаходиться і в даний час.

### За межами Росії

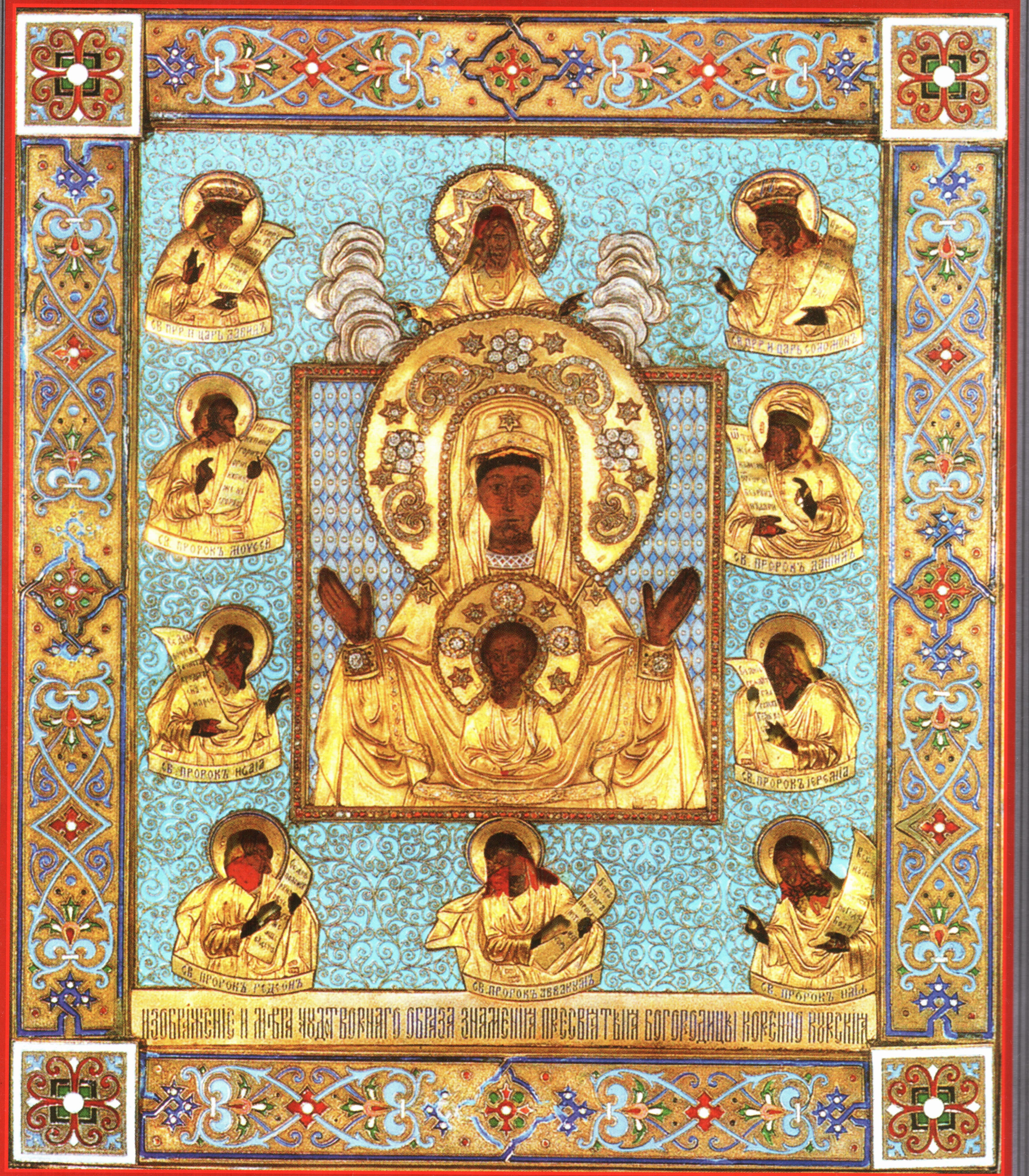
Курська-корінна ікона «Знамення» в окладі, Знаменський собор у Нью-Йорку.

Під час Громадянської війни ікона знаходилася у Курському Знам'янському монастирі. Наприкінці жовтня 1919 року, коли війська генерала Денікіна залишали місто, ікону було вивезено з Курська. Подальший її шлях проходив через Обоянь, Білгород, Таганрог, Ростов-на-Дону, Катеринодар, Новоросійськ.
1 березня 1920 року єпископ Курський Феофан (Гаврилов) на пароплаві «Святий Миколай» привіз ікону до Сербії. У вересні 1920 року на прохання генерала Врангеля ікону повернули до Криму до Білої армії.
29 жовтня 1920 року образ залишив Росію з врангелівської евакуацією. Ікона знову прибула до Сербії, де перебувала в монастирі Язак на горі Фрушка у Воєводині.
З 1925 року образ перебував у російській Троїцькій церкві в Белграді.
Після того як Архієрейський синод Російської православної церкви за кордоном на чолі з митрополитом Анастасієм у листопаді 1944 року з Белграда евакуювався до Карлсбада (Карлові Вари), ікона кілька місяців знаходилася в карлсбадській церкві Петра і Павла; потім — у Мюнхені та Женеві.
1950 року першоієрарх Російської православної церкви за кордоном митрополит Анастасій переїхав до Америки. За 70 кілометрів від Нью-Йорка була створена Ново-Корінна пустель, куди в 1951 році прибула Курська-Корінна ікона. Ікона була там недовго. На вимогу митрополита Анастасія її відправили до Нью-Йорка, де вона спочатку перебувала у Знам'янському синодальному подвір'ї, а з 1958 року — у спеціально збудованому Знам'янському синодальному соборі. В даний час в Новокорінній пустелі ікона перебуває влітку.
12 вересня 2009 року після 90-річної відсутності Курська-Корінна ікона відвідала Росію. З 12 по 23 вересня ікона знаходилася у храмі Христа Спасителя у Москві, а потім у Курську. 2 жовтня ікона була повернута до Нью-Йорка. У 2012 році ікону привозили до Росії вдруге.

## Події

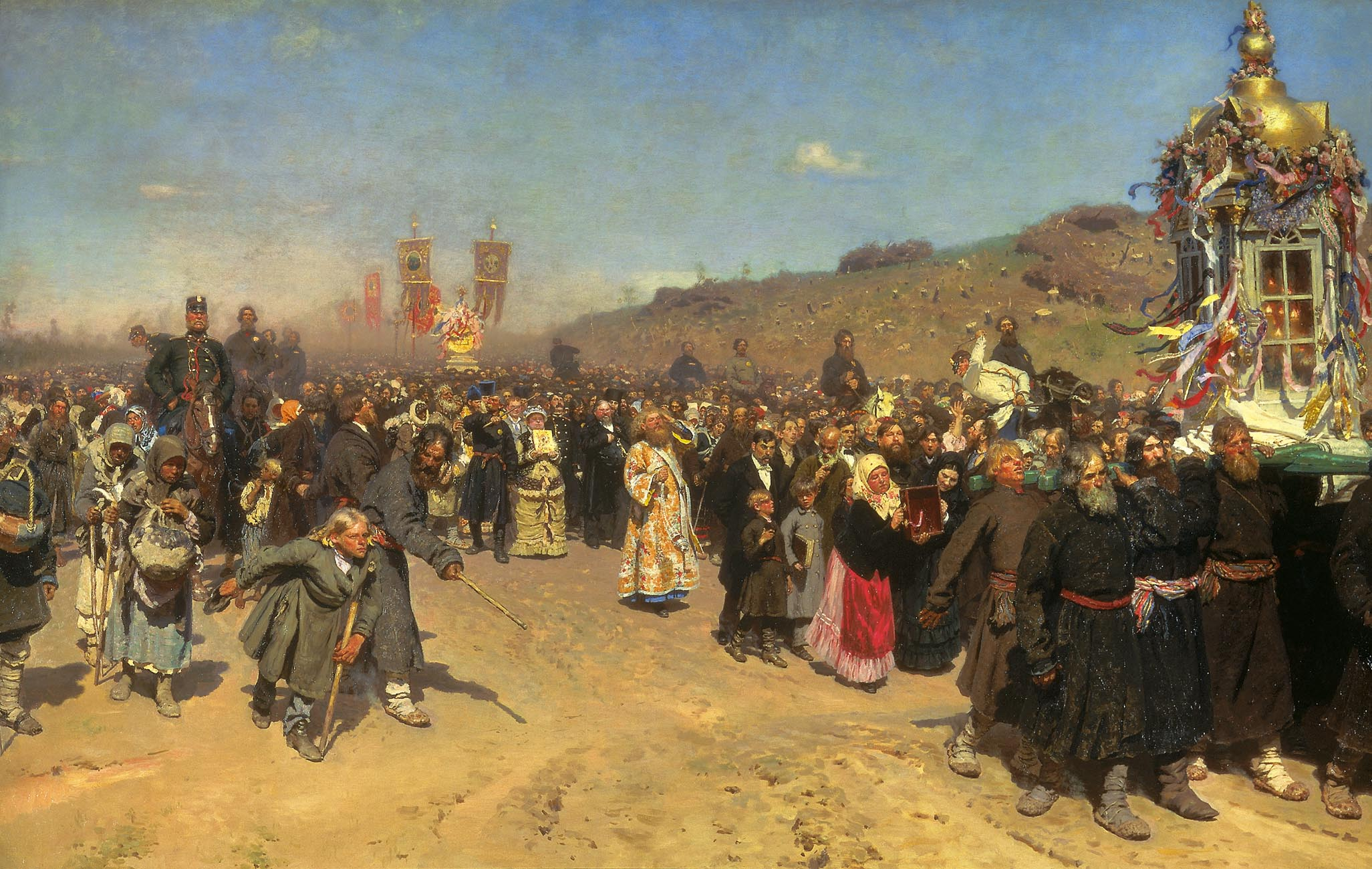
Ілля Рєпін. Хресний хід у Курській губернії.

Преподобний Серафим Саровський народився і виріс у Курську. У 1769 (чи 1764) році у віці 10 років він тяжко захворів, і батьки не сподівалися на його одужання. Однак йому явилася Божа Матір і обіцяла відвідати його та зцілити від хвороби. Через кілька днів, у 9-у п'ятницю після Великодня, їхньою вулицею проходив щорічний хресний хід з Курською Корінною іконою. Через дощ, що раптово почався, процесія зайшла до них у двір. Ікону пронесли над хворою дитиною, і він приклався до неї. Хворий незабаром одужав.
Це був останній хресний хід перед його забороною під час царювання імператриці Катерини II. Тільки за імператорів Павла I і Олександра I хресні ходи з Курською Корінною іконою «Знамення» відновилися і перетворилися на величні і багатолюдні хресні ходи в Росії.
У липні 1966 року архієпископ Російської православної церкви закордоном Іоанн Шанхайський відвідав із Курсько-Корінною іконою Свято-Миколаївський прихід у Сіетлі. 2 липня під час молитви перед цією іконою у своїй келії він помер.

## Охоронці Курської Корінної ікони

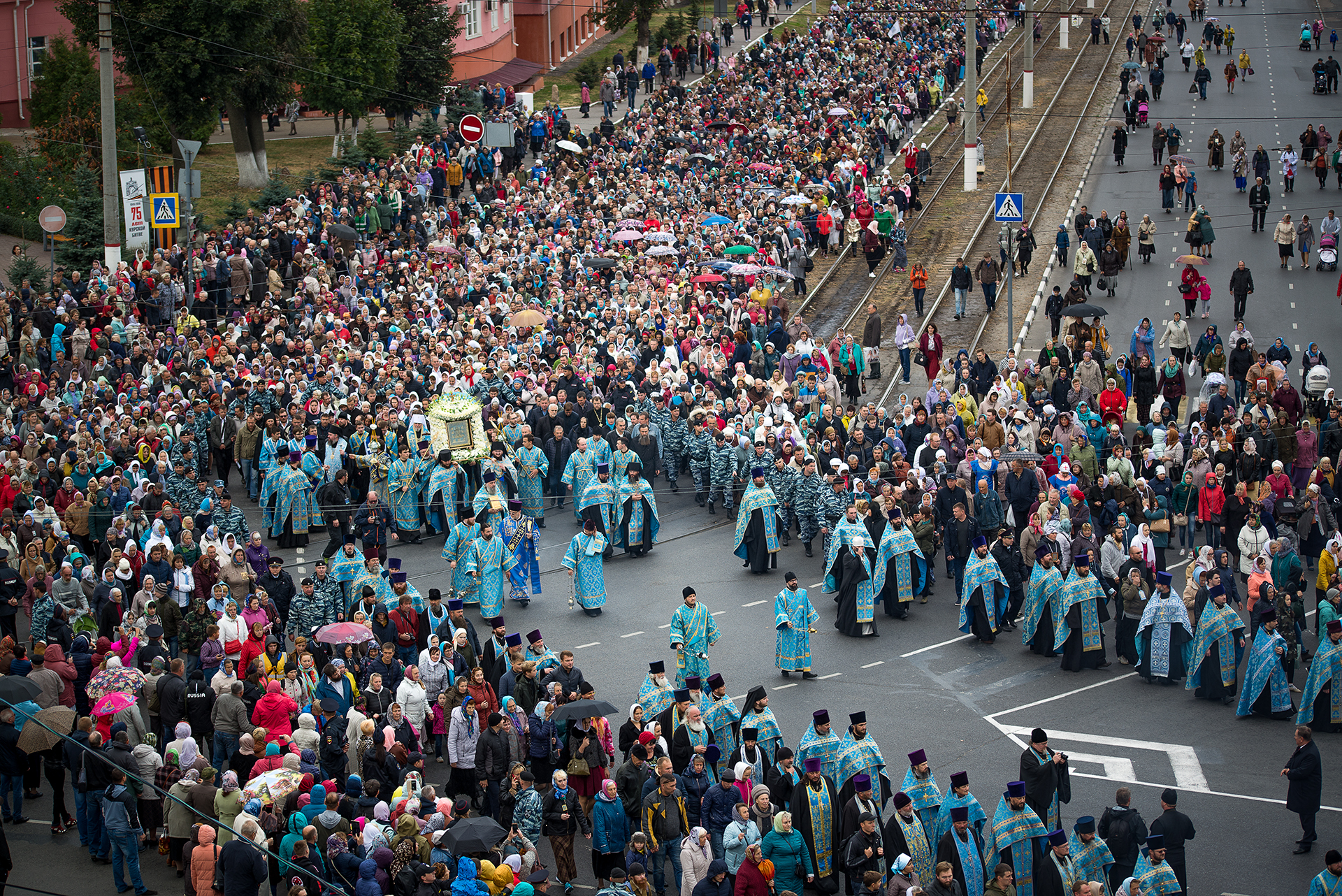
Хресна хода в Курську 25 вересня 2018 року

Першим зберігачем ікони вважається єпископ Курський Феофан (Гаврилов). Саме їм ікону було вивезено з Росії та через Туреччину привезено до Греції, де знаходилася нетривалий час, після чого була перенесена до Сербії. Під час війни митрополитом Анастасієм ікона через Австрію було доставлено до Німеччини. У Мюнхені охоронцем ікони став архімандрит Аверкій (Таушев), який відвідував з нею парафіян та біженців. У штат Нью-Йорк ікона потрапила 1951 року разом із архімандритом Аверкієм. Через деякий час було призначення хранителем ікони протоієрея Бориса Крицького, який подорожував з нею приходами Російської зарубіжної церкви.
Після його смерті в 1989 році тодішній першоєрарх Російської зарубіжної церкви митрополит Віталій сам став хранителем ікони, і різні священики отримували від нього призначення мандрувати з нею.
У грудні 2010 року хранителем Курської Корінної ікони Божої Матері призначено диякона Миколу Ольховського (нині митрополита і сьомого Першоієрарха Російської зарубіжної церкви).

## Сучасність

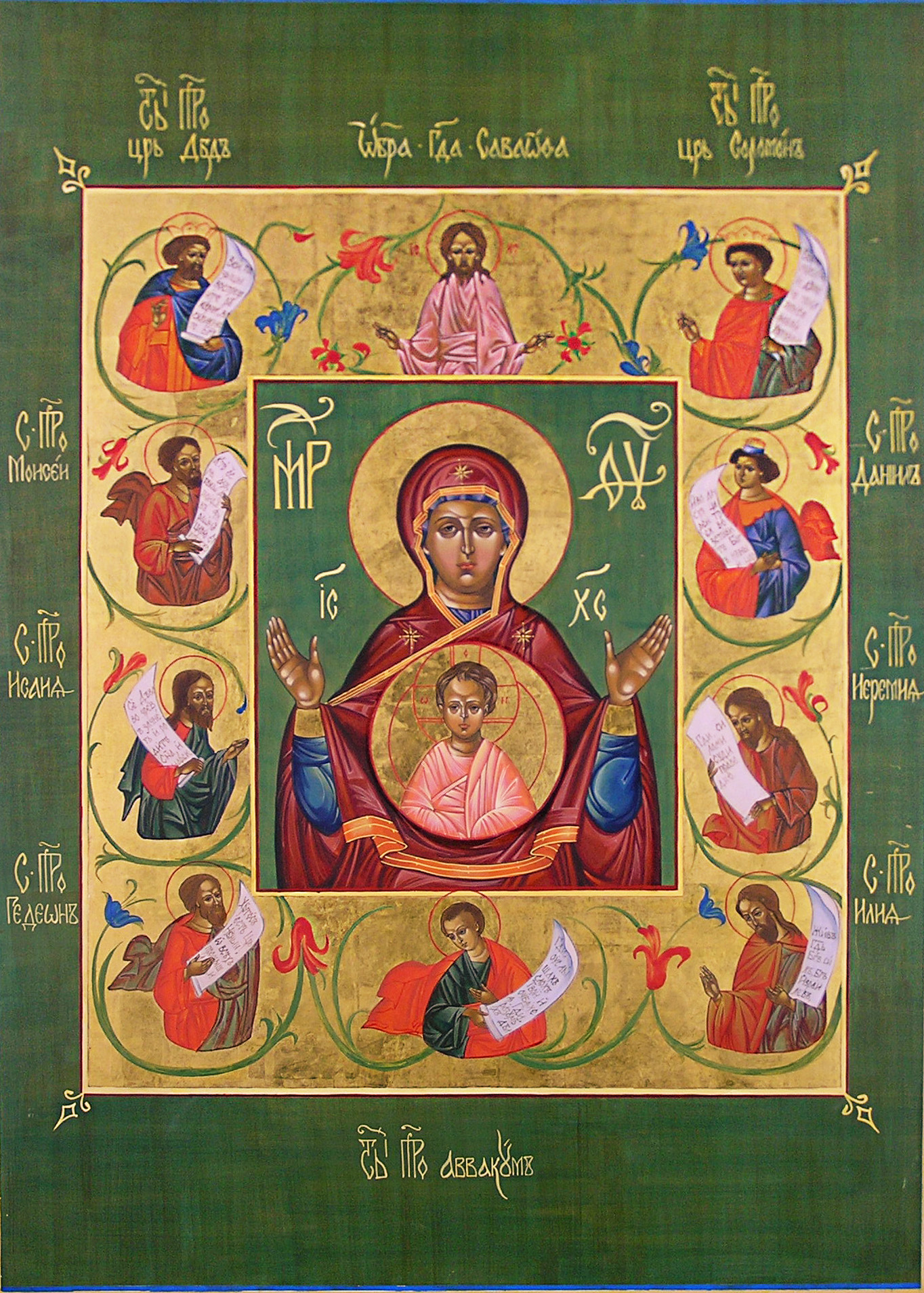
Знак. Курська Корінна ікона, темпера, золочення, храм Різдва Христового, Курська область, Росія, 2005 рік, Ольга Ляшенко

За старовинним православним каноном пишуться сучасні ікони Курської Божої Матері. Одна з них була написана у 2005 році для храму Різдва Христового у селі Уланок Курської області художником, іконописцем та реставратором Ольгою Ляшенком.